# مدیریت شهری
رشته مدیریت شهری به عنوان گرایشی از مهندسی شهرسازی در مقطع کارشناسی ارشد تدریس می‌شود، در حال حاضر این رشته در دانشکده شهرسازی پردیس هنرهای زیبای دانشگاه تهران و دانشگاه هنر تهران ارائه می‌شود.
تعریف و هدف دوره:
نگرش جامع به سیاست‌ها، برنامه‌ها و طرح‌های توسعه شهری و نیز تدوین اهداف یکپارچه اقتصادی، اجتماعی و زیست‌محیطی در رأس سیاستگذاری و مدیریت شهری قرار می‌گیرد. تحقق این اهداف، نیازمند ارزیابی نتایج و تبعات سیستم‌های شهری برای تغییرات اقتصادی، اجتماعی، فرهنگی و زیست‌محیطی بوده و محتاج تحولات اساسی در سازمان و تشکیلات برنامه‌ریزی و مدیریت شهری است. ایجاد تعادل بین مراکز شهری بزرگ و کوچک، همکاری بین بخش‌های دولتی، عمومی و خصوصی و نیز تدوین استراتژی محلی در زمره سیاست‌های نیل به مدیریت شهری، قابل تأمل هستند.
شهرهای جهان از طریق تجربه و پژوهش مسیرهایی را برای رویارویی با مشکلات توسعه شهری و محیط کشف و در طی این فرایند، بینشی نیز نسبت به نحوه دستیابی به توسعه پایدار کسب کرده‌اند. بدین ترتیب رشته مدیریت شهری به دنبال تربیت متخصصانی است که بتوانند روش‌های حل معضلات امروزی شهرها را ارائه کند.
دوره کارشناسی ارشد مدیریت شهری محورهای زیر را در دروس و کارگاه‌هایی که شرح آنان در برنامه حاضر ارائه شده‌اند، به منظور دستیابی به فضایی که بتوان به پرسش‌ها و چالش‌های فوق پاسخ داد، دنبال خواهد کرد:
- روش‌های برتر تصمیم‌گیری محیط شهری
- روش‌های اجرای استراتژی محیطی و مدیریت شهری
- افزایش توان مدیریتی برای برنامه‌ریزی و مدیریت شهر
- روش‌های مؤثر برای به‌کارگیری منابع موجود در جهت مدیریت شهری پایدار

## توانایی‌های دانش آموختگان
انتظار می رور دانش آموختگان دوره کارشناسی ارشد «مدیریت شهری» بتوانند به مهارت‌های زیر دست یابند:
- دربارهٔ اصول، معیارها و روش‌های توسعه پایدار که هدایت گر شهرسازی باشد آگاهی لازم و کافی کسب نموده و خود را در حرکت و جریان ایده‌های توسعه پایدار قرار دهند.
- پیوندی بین شهرسازی و مدیریت شهری از یک طرف و موضوع توسعه پایدار از طرف دیگر برقرار کرده و روش‌های مؤثرتر از قبل برای حل معضلات امروزی شهرهای ایران ارائه کنند.
- نتایج و تبعات سیستم‌های شهری را برای تغییرات اقتصادی، اجتماعی، فرهنگی و زیست‌محیطی ارزیابی کرده و تحولات اساسی مورد نیاز در سازمان و تشکیلات برنامه‌ریزی شهری را شناسایی و عملیاتی نمایند

## مدیریت شهری
سازمان ملل متحد، برای ارتقای مدیریت شهری و ارتقای مردمسالاری، بر پاره‌ای از موضوع‌ها و اولویتها تأکید ویژه دارد که عبارتند از:
- بازنگری در جایگاه و کارکردهای دولت
- تلاش برای تعیین راهبردهای شهر با مشارکت نهادها و شهروندان
- شفافیت کارکرد مالی در تمام سطوح
- جریان آزاد اطلاعات، به عنوان لازمهٔ شفافیت و مشارکت
- تأکید بر جایگاه رهبری مدیریت شهری
- وجود ضابطه‌های اخلاقی برای رفتار مدیریت شهری

## پیشینه
برنامه‌ریزی اجتماعی، از دهه ۱۹۶۰ میلادی رواج یافت. در آن دهه، دولت و مدیران شهرهای بزرگ دریافتند که ناآرامی‌های اجتماعی مانند قومی، نژادی و طبقاتی؛ تهدیدی برای پایداری اقتصادی و سیاسی در شهرها است. از اینرو، مقوله برنامه‌ریزی اجتماعی، اقبال و رواج یافت. در واقع، برنامه‌ریزی اجتماعی، به عنوان نشانه‌ای از برابری طلبی و مشارکت جویی دولت و مدیران شهر، تفسیر شد. (رمضانی خورشیددوست، ۱۳۸۲، ۳۸ – ۴۱)
با این حال نقطه شروع مدیریت شهری به معنای نوین آن را بایستی در تحولات دهه ۸۰ و ۹۰ میلادی جست. در این زمان و پس از دوره رکود نسبی دهه ۸۰ مضامین و مفاهیم جدیدی در ارتباط با نقش و وظایف دولت‌ها به وجود آمد و دولت رفاهی که در دهه ۷۰ ناکارآمدی خود را در مواجهه با رخدادهای جاری در زمینه‌های فنی و اجتماعی نشان داده بود جای خود را به دولت حداقلی داد و دولتهای محلی در پرتو مدیریت نوین دولتی به توانمندساز بدل شدند. فرایند تمرکززدایی نیز در تبدیل مدیریت شهری به یک فعالیت قدرتمند و دارای اختیارات قانونی سرعت بخشید. در گام آخر تحلیل اندیشه‌های پوزیتیویستی در مقابل تفکرات انتقادی و ساختارگرایانه در حوزه‌های اجتماعی و فرهنگی و شکست راه حلهای همسان در نقاط مختلف که از روی نمونه‌های غربی الگو برداری شده بودند (به عنوان نمونه طرحهای اقتصادی در آمریکای لاتین) و تأکید بر حل مشکلات به صورت محلی در اهداف توسعه هزاره سبب تقویت بیش از پیش مدیریت شهری، علی‌الخصوص در کشورهای در حال توسعه شد.

## اهداف مدیریت شهری
1. ارتقای شرایط کار و زندگی همه جمعیت شهر با توجه به افراد و گروه‌های کم درآمد
2. تشویق توسعه اقتصادی و اجتماعی پایدار
3. حفاظت از محیط کالبدی شهر

## وظایف مدیریت شهری
یک مدیر شهری باید بتواند در دنیای رقابتی نقاط قوت و ضعف شهر خود را شناخته و درصدد تقویت مزایای رقابتی آن برآید. از این رهگذر است که شهر می‌تواند نقطه قابل اتکایی در شبکه جهانی شهرها بیابد و کارکردهای خود را در نظام سرمایه‌داری بین‌الملل بهبود بخشد. بدین ترتیب «مدیر شهری» با «مدیر شهرداری» تفاوت‌های بسیار دارد چه اینکه اولی مسئول ارتقای قابلیت‌ها و توانمندی‌های شهر و شهرنشینان است درحالی‌که دومی بیشتر مجری است و پاسخگویی آن تنها محدود به نحوه عملکرد است و نه نتایج و پیامدها. بسیاری، معتقدند که جامعه آینده، جامعه‌ای شهرنشین خواهد بود؛ بنابراین، شهرها به جای این که مکان‌هایی بی‌ثمر برای سرمایه‌گذاری اقتصادی یا تراکم کارگران بیکار با انبوه مشکلات اقتصادی، اجتماعی و محیط زیستی باشند؛ باید که به مراکز رشد و پویایی اقتصادی و اجتماعی، در چارچوب ملی، بدل شوند. این مراکز، باید که آفرینشگر فرصتهایی ارزنده برای رفاه و توسعه نه تنها جمعیت ساکن در آن، بلکه جمعیت تمامی کشور باشد.
1. آماده‌سازی زیرساخت‌های اساسی برای عملکرد کارآمد شهرها
2. آماده‌سازی خدمات لازم برای توسعه منابع انسانی، بهبود بهره‌وری و بهبود استانداردهای زندگی شهری
3. تنظیم فعالیت‌های تأثیرگذار بخش خصوصی بر امنیت، سلامتی و رفاه اجتماعی جمعیت شهری
4. آماده ساختن خدمات و تسهیلات لازم برای پشتیبانی فعالیت‌های مولد و عملیات کارآمد موسسه‌های خصوصی در نواحی شهری
5. برنامه‌ریزی استراتژیک

وظایف کنونی مدیریت شهری (صرف نظر از تنوع و اختلاف در نظامهای اجتماعی و سیاسی گوناگون)، تنها محدود به مواردی از قبیل برنامه‌ریزی، خدمات رسانی، مدیریت فرهنگ محلی، انجام پروژه‌های عمرانی و… نمی‌شود. بلکه جهت دهی فعالیت‌های شهری و ترسیم چشم‌انداز شهر در راستای دستیابی به توسعه پایدار از جمله مهم‌ترین وظایف مدیران شهری به‌شمار می‌رود. یک مدیر شهری باید بتواند در دنیای رقابتی نقاط قوت و ضعف شهر خود را شناخته و درصدد تقویت مزایای رقابتی آن برآید.
از این رهگذر است که شهر می‌تواند نقطه قابل اتکایی در شبکه جهانی شهرها بیابد و کارکردهای خود را در نظام سرمایه‌داری بین‌الملل بهبود بخشد.
بدین ترتیب «مدیر شهری» با «مدیر شهرداری» تفاوت‌های بسیار دارد چه اینکه اولی مسئول ارتقای قابلیت‌ها و توانمندی‌های شهر و شهرنشینان است. درحالی‌که دومی، بیشتر مجری است و پاسخگویی آن تنها محدود به نحوه عملکرد است و نه نتایج و پیامدها.
بسیاری، معتقدند که جامعه آینده، جامعه‌ای شهرنشین خواهد بود؛ بنابراین، شهرها به جای این که مکان‌هایی بی‌ثمر برای سرمایه‌گذاری اقتصادی یا تراکم کارگران بیکار با انبوه مشکلات اقتصادی، اجتماعی و محیط زیستی باشند؛ باید که به مراکز رشد و پویایی اقتصادی و اجتماعی، در چارچوب ملی، بدل شوند. این مراکز، باید که آفرینشگر فرصتهایی ارزنده برای رفاه و توسعه نه تنها جمعیت ساکن در آن، بلکه جمعیت تمامی کشور باشد.
امروزه، شهرها از دو جنبه اهمیت یافته‌اند: یکی به عنوان مرکز تجمع گروه عظیمی از مردم، دیگری به عنوان عمده‌ترین بازیگر نقش اقتصادی، در کل اقتصاد ملی. از اینرو، باید به مسائل و مشکلات آنها، توجه بیشتر و دقیق تر کرد؛ زیرا، در حالتی که برنامه‌ریزی دقیق و درست، سبب رشد اقتصادی، تثبیت سیاسی و افزایش مشارکت شهروندان درامور شهرها می‌گردد، شکست در حل مشکلات و مسائل شهری، سبب رکود اقتصادی، نارضایتی‌های اجتماعی و سیاسی، فقر، بیکاری و تخریب محیط زیست خواهد شد.

## مدیریت شهری در جهان معاصر
سازمان ملل متحد، برای ارتقای مدیریت شهری و ارتقای مردمسالاری، بر پاره‌ای از موضوع‌ها و اولویتها تأکید ویژه دارد که عبارتند از:
- بازنگری در جایگاه و کارکردهای دولت
- تلاش برای تعیین راهبردهای شهر با مشارکت نهادها و شهروندان
- شفافیت کارکرد مالی در تمام سطوح
- جریان آزاد اطلاعات، به عنوان لازمهٔ شفافیت و مشارکت
- تأکید بر جایگاه رهبری مدیریت شهری
- وجود ضابطه‌های اخلاقی برای رفتار مدیریت شهری
- اولین سامانه مدیریت شهری در جهان در سال ۱۹۷۶توسط شهرداری لندن راه اندازی گردید